# Powiat de Brzozów
Le powiat de Brzozów (polonais : powiat brzozowski) est un powiat appartenant à la voïvodie des Basses-Carpates.

## Division administrative
Le powiat comprend 6 communes :

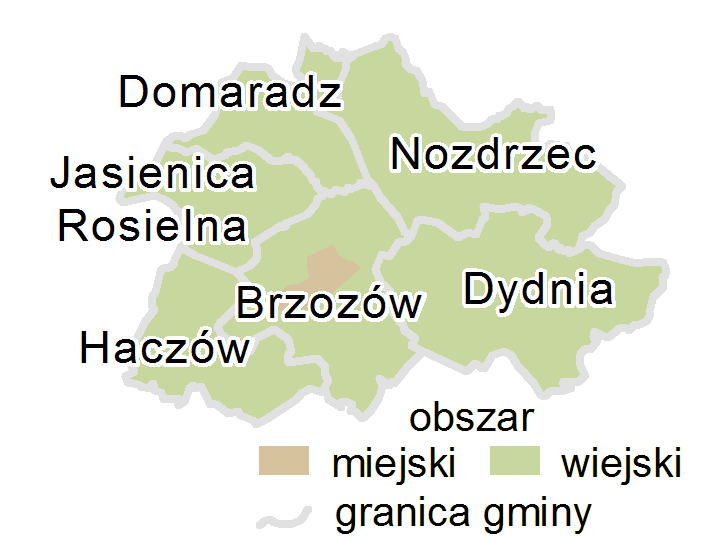
Carte du powiat (urbain en marron et rural en vert)

- 1 commune urbaine-rurale : Brzozów ;
- 5 communes rurales : Domaradz, Dydnia, Haczów, Jasienica Rosielna et Nozdrzec.